# 리본 (컴퓨팅)

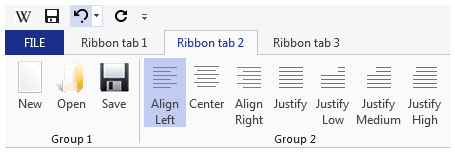
리본의 예시

리본(ribbon)이란 응용 소프트웨어의 GUI에서 메뉴와 도구 모음을 한꺼번에 대체하기 위해 고안된 것으로, 탭 모음과 도구 모음을 결합한 새로운 형태의 UI이다. 최근에 나온 일부 마이크로소프트사의 응용 프로그램들은 기본 인터페이스로 이러한 형태의 리본을 포함시켰다. "리본"이라는 용어는 마이크로소프트사가 자사의 오피스 2007 제품군에 처음 도입하였다.

## 마이크로소프트 소프트웨어의 리본
마이크로소프트는 원래 오피스 2007의 "유연한 사용자 인터페이스"의 일부로 리본을 도입하였다. 이 리본은 명령 버튼과 아이콘이 있는 패널로 이루어져 있으며 명령어들을 탭으로 모아 구성함으로써 각각 연관된 명령을 묶어 두는 방식이다. 각 응용 프로그램은 응용 프로그램이 제공하는 기능을 드러내는 각기 다른 탭 모음을 가지고 있다. 이를테면 액셀이 그래프 기능을 위한 탭을 갖추고 있지만 파워포인트는 이 기능을 갖추고 있지 않은 대신 애니메이션을 제어하고 슬라이드 쇼를 구성하는 탭을 갖추고 있다. 탭마다 다양한 관련 옵션이 서로 묶여 있다. 리본은 오피스 2007 이전에 쓰인 메뉴 기반의 사용자 인터페이스에 견주어 보면 응용 프로그램의 기능을 더 찾기 쉽게 하고 몇 번의 마우스 클릭만으로 쉽게 접근할 수 있게 한다 탭 안의 임의의 영역에 있는 동안 마우스 스크롤 휠을 움직이면 리본이 탭을 통해 순환한다.
리본 사용자 인터페이스는 드디어 윈도우 7에 포함된 그림판, 워드패드와 같은 마이크로소프트의 일부 다른 응용 프로그램에도 채용되기 시작하였다.

## 디자인 가이드라인

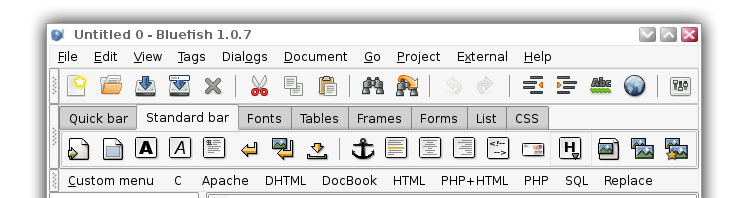
우분투 8.04 Hardy Heron, 블루피시 웹 개발 스튜디오 1.0.7에서의 리본 인터페이스

오피스 2007 리본 디자인 가이드라인은 기밀이며 복사본은 기밀유지 협약에 서명했을 경우에만 사용할 수 있다. 리본 디자인 가이드라인은 마이크로소프트 개발자 네트워크 (MSDN)에 공개되어 있다.
이러한 가이드라인을 사용한 대표적인 예를 들면 한글과컴퓨터에서 출시한 한컴 오피스 2010에서도 열림상자라는 이름으로 도입하여 기존의 펼침메뉴와 함께 지원한다.

## 같이 보기
- 탭
- 도구 모음
- 메뉴